# Grown-ish
Grown-ish (estilizado como grown·ish) é uma sitcom americana e um spin-off da série Black-ish. A série de comédia acompanha a filha mais velha dos Johnsons, Zoey (interpretada por Yara Shahidi) prestes a ingressar na faculdade e começar a sua jornada fora de casa, mas ela não demora a perceber que a vida fora do ninho é mais difícil do que pensara. A série também conta com a de Deon Cole, Trevor Jackson, Francia Raisa, Emily Arlook, Jordan Buhat, Chloe x Halle, Luka Sabbat, e Chris Parnel.
Em janeiro de 2018, Freeform renovou a série para uma segunda temporada de 21 episódios e estreou em 2 de janeiro de 2019. Em fevereiro de 2019, Freeform renovou a série para uma terceira temporada, que estreou em 16 de janeiro de 2020. Em janeiro de 2020, a série foi renovada para uma quarta temporada, enquanto a segunda metade da terceira temporada estreou em 21 de janeiro de 2021.

## Enredo
As quatro primeiras temporadas seguem a filha primogênita da família Johnson, Zoey, deixando a família para ir para a faculdade. Ao frequentar a fictícia Universidade de Artes Liberais da Califórnia (Cal U) enquanto faz amizade com algumas pessoas, ela descobre que sua jornada para a vida adulta e sua partida da família não sai do jeito que ela esperava. A quinta temporada em diante acompanha o filho primogênito da família Johnson, o irmão mais novo de Zoey e ex-estudante universitário Junior enquanto ele frequenta Cal U após a formatura de Zoey.

## Elenco e personagens

### Elenco principal
- Yara Shahidi como Zoey Johnson.
- Deon Cole como Professor Charlie Telphy (temporadas 1–2; recorrente temporadas 3–4)
- Trevor Jackson como Aaron Jackson
- Francia Raisa como Analisa "Ana" Patricia Torres (temporadas 1–4; participação temporada 5)
- Emily Arlook como Nomi Segal[7]  (temporadas 1–4; participação temporada 5)
- Jordan Buhat como Vivek Shah  (temporadas 1–4; participação temporada 5)
- Chloe Bailey como Jazlyn Forster  (temporadas 1–4; participação temporada 5)
- Halle Bailey como Skylar Forster   (temporadas 1–3; recorrente temporadas 4)
- Luka Sabbat como Luca Hall.[8]  (temporadas 1–4)
- Chris Parnell como Dean Burt Parker  (temporada 1)
- Diggy Simmons como Doug  (temporada 3–presente; recorrente temporadas 1–2)

- Marcus Scribner como Andre "Junior" Johnson (temporada 5; recorrente temporadas 2–3; participação temporada 4)
- Daniella Perkins como Kiela Hall (temporada 5; recorrente temporada 4)
- Justine Skye como Annika Longstreet (temporada 6; recorrente temporada 5),
- Tara Raani como Zaara Ali (temporada 6; recorrente temporada 5)

### Elenco recorrente
- Da'Vinchi como Cash Mooney (temporada 1–2)
- Katherine Moennig como Professor Paige Hewson (temporada 2)
- Ryan Destiny como Jillian (temporada  3),
- Henri Esteve como Javier / "Javi" (temporada 3–presente)
- Andrew Liner como Rodney (temporada 3)
- Raigan Harris como Rochelle (temporadas  2–3; participação temporada 4)
- Slick Woods como Sharon "Slick" (temporada 5)
- Ceyair Wright como Zeke (temporada 5).
- Amelie Zilber como Lauryn (temporada 5)

### Participações
- Anthony Anderson como Andre "Dre" Johnson.
- Tracee Ellis Ross como Dra. Rainbow "Bow" Johnson.

- Laurence Fishburne como  Earl "Pops" Johnson
- Jenifer Lewis como  Ruby Johnson
- Miles Brown como Jack Johnson
- Marsai Martin como Diane Johnson
- Joey Badass como Ele Mesmo
- Saweetie como Indigo
- Jordyn Woods como Dee
- DC Young Fly como Rafael

## Recepção

### Resposta da crítica
No agregador de críticas Rotten Tomatoes, a primeira temporada tem um índice de aprovação de 95% com base em 39 avaliações, com uma classificação média de 7.90/10. O consenso crítico do site diz: "Grown-ish rapidamente trabalha através de suas dores de crescimento para se estabelecer como seu próprio show socialmente consciente com uma nova perspectiva sobre a experiência universitária, impulsionada pela charmosa e capaz Yara Shahidi". Metacritic, que usa uma média ponderada, atribuiu uma pontuação de 71 de 100, com base em 15 críticos, indicando "críticas geralmente favoráveis".

No agregador de críticas Rotten Tomatoes, a segunda temporada tem um índice de aprovação de 100% com base em 5 avaliações, com uma classificação média de 7.70/10.